# Intento de golpe de Estado en Haití de 1989
El intento de golpe de Estado haitiano de 1989 fue un intento de golpe militar incruento que tuvo lugar en Haití del 1 al 2 de abril de 1989, cuando un grupo de oficiales del ejército rebelde intentó derrocar al gobierno militar del teniente general Prosper Avril.
El intento de golpe, que incluyó disparos cerca del Palacio Nacional, fue organizado por el coronel Himmler Rebu, comandante del batallón de élite Leopardos (estacionado en Pétion-Ville, cerca de la capital, Puerto Príncipe ). El intento fue frustrado por tropas leales, que rescataron a Avril cuando los soldados rebeldes lo llevaban al aeropuerto de Puerto Príncipe, para ser deportado a la vecina República Dominicana.